# Isen (Kagoshima)
Pour les articles homonymes, voir Isen.
Isen (伊仙町, Isen-chō) est un bourg du district d'Ōshima, dans la préfecture de Kagoshima, au Japon. Il est situé sur la partie méridionale de Tokunoshima.

## Géographie

### Démographie
Au 1er novembre 2014, la population d'Isen s'élevait à 6 575 habitants répartis sur une superficie de 62,70 km2.